# Stäpptryffel
Stäpptryffel (Gastrosporium simplex) är en svampart som beskrevs av Mattir. 1903. Stäpptryffel ingår i släktet Gastrosporium och familjen stäpptryfflar.  Arten är reproducerande i Sverige. Inga underarter finns listade i Catalogue of Life.